# L'Ordonnance (film 1933)
L'Ordonnance è un film del 1933 diretto da Viktor Tourjansky. La sceneggiatura si basa su L'attendente, racconto di Guy de Maupassant pubblicato nel 1887 su Gil Blas e inserito in seguito, nel 1889, nella raccolta La mano sinistra. Il regista aveva già diretto un precedente adattamento del racconto con un altro L'Ordonnance, film del 1921 che aveva come interpreti Nathalie Kovanko, Alexandre Colas e Paul Hubert.

## Produzione
Il film fu prodotto dalla Capitole Films e da Les Films R.P.

## Distribuzione
Distribuito in Francia dalla Pathé Consortium Cinéma, il film fu presentato a Parigi il 25 agosto 1933.